# Giulio Basletta
Giulio Basletta (Vigevano, 5 de mayo de 1890-Vigevano, 5 de febrero de 1975) fue un deportista italiano que compitió en esgrima, especialista en la modalidad de espada. Participó en dos Juegos Olímpicos de Verano en los años 1924 y 1928, obteniendo dos medallas, bronce en París 1924 y oro en Ámsterdam 1928.

## Palmarés internacional
| Juegos Olímpicos | Juegos Olímpicos         | Juegos Olímpicos  | Juegos Olímpicos   |
| Año              | Lugar                    | Medalla           | Prueba             |
| ---------------- | ------------------------ | ----------------- | ------------------ |
| 1924             | París (Francia)          | Medalla de bronce | Espada por equipos |
| 1928             | Ámsterdam (Países Bajos) | Medalla de oro    | Espada por equipos |